# Maske 74
Maske 74 (Alternativschreibung: Maske Vierundsiebzig, Maske Nummer Vierundsiebzig) ist ein Kriminalfilm der Filmreihe Harry Hill aus dem Jahr 1920.

## Handlung
Harry Hill verhindert einen Giftmord an einer reichen Erbin.

## Hintergrund
Produziert wurde er von Rhenania-Film GmbH (Düsseldorf). Der Film hatte eine Länge von vier Akten auf 1397 Metern, das entspricht ca. 77 Minuten. Die Reichsfilmzensur Berlin belegte den Film mit einem Jugendverbot am 11. Oktober 1920 (Nr. 546).